# 포도씨유

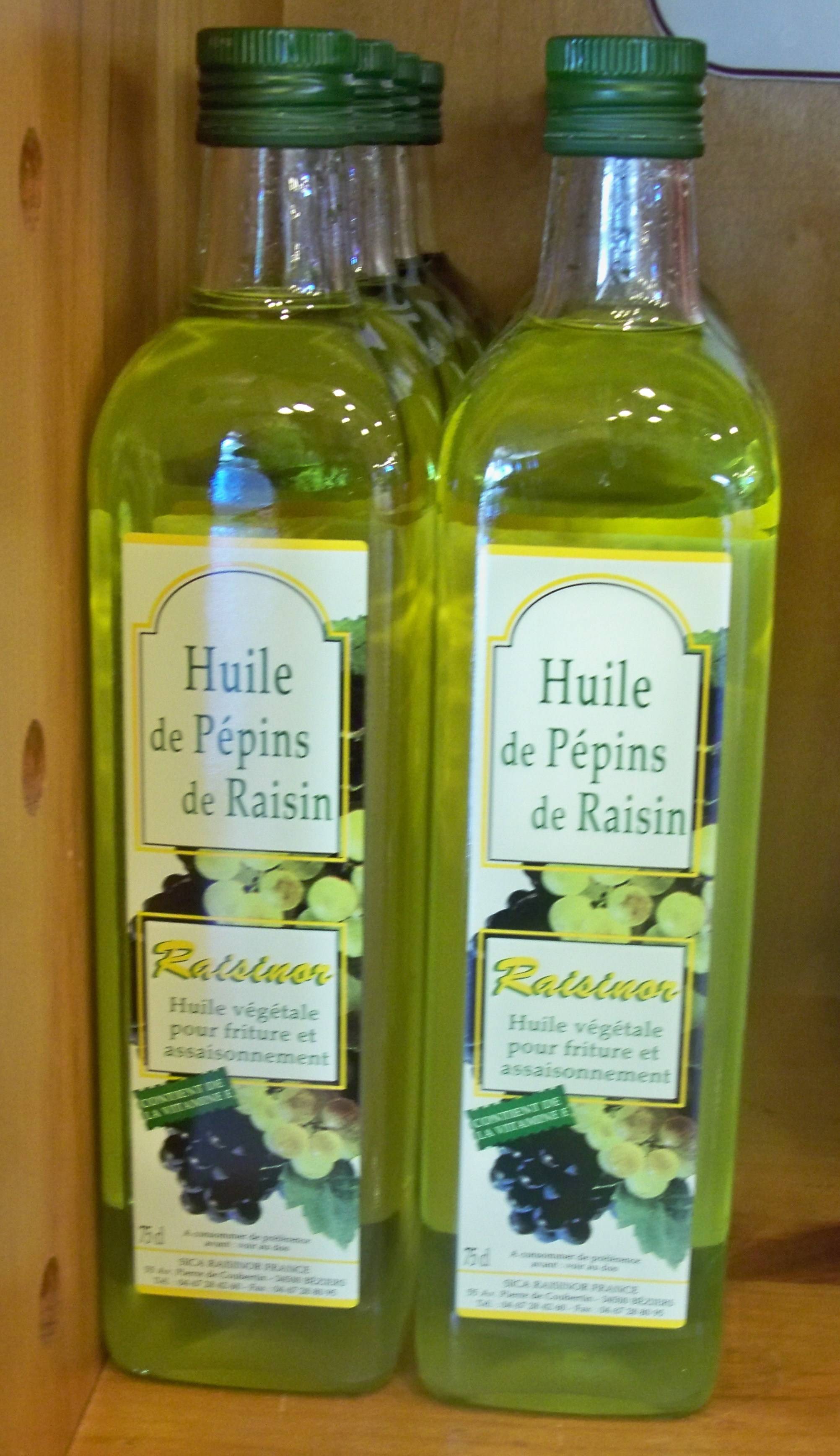
포도씨유

포도씨유는 포도의 씨를 압착하여 만든 기름이다. 포도주 양조에서 부산물로 나오는 씨를 이용하여 만든다.

## 사용

### 조리
포도씨유의 발연점은 약 216 °C (421 °F)이다. 깔끔하고 가벼운 맛이며, 불포화지방산의 함량이 높다.  샐러드 드레싱의 용도나 마요네즈의 원재료로 쓰인다. 마늘이나, 로즈마리 다른 허브나 향신료를 넣어 향을 더하여 쓰기도 한다.  팬케이크, 와플 등 식품을 구을 때 폭넓게 사용되고, 건포도에 입혀서 그향을 보존하는 용도로 쓰기도 한다.
일반적인 식물성 기름의 열량과 마찬가지로, 포도씨유는 100g당 약 880kcal(3,700kJ)의 열량을 낸다.

### 화장품
en:carrier oil이나 en:essential oil로서 나 아로마테라피로 사용될 때, 포도씨유는 피부에 얇게 밝은 막을 형성해 광택이 나도록 한다. 여타의 en:carrier oil에 비하여 en:Linoleic acid을 더 함유하고 있다.

### 잠재적인 의학적 약효
포도씨유는 건강상의 이점을 제공하기도 한다. 1993년 연구에서는 포도씨유가 HDL(좋은 콜레스테롤)의 수치를 높이고, LDL의 수치를 낮추는 것으로 나타났다.
또한 포도씨유는 항산화물질 및 기타 생물학적 활성화합물을 함유하는데, 저온압착 포도씨유의 경우 미량의 불용해성 지질을 함유하고 있다.  예를 들어 상업적인 추출이 가능할 정도로 많은 레스베라트롤을 함유하고 있고,  향후 추출이 이루어지게 되면, 포도씨유에는 거의 들어있지 않게 될 것이다.

### 잠재적인 의학적 문제점
건조 과정에서 연소 가스에 직접노출되는 경우, 때때로 위험 수준의 다환 방향족 탄화수소를 함유하고 있는 것으로 나타났다.

## 성분
포도씨유의 일반적인 지방 성분비.
| 지방산                                    | 종류                         | 함량    |
| ----------------------------------------- | ---------------------------- | ------- |
| 리놀레산                                  | 오메가-6 지방산 불포화지방산 | 69.6%   |
| 올레산                                    | 오메가-9 지방산 불포화지방산 | 15.8%   |
| en:Palmitic acid (Hexadecanoic acid)      | 포화지방산                   | 7%      |
| 스테아르산 (Octadecanoic acid)            | 포화지방산                   | 4%      |
| 알파리놀레산                              | 오메가-3 지방산 불포화지방산 | 0.1%    |
| en:Palmitoleic acid (9-Hexadecenoic acid) | 오메가-7 지방산 불포화지방산 | 1% 미만 |

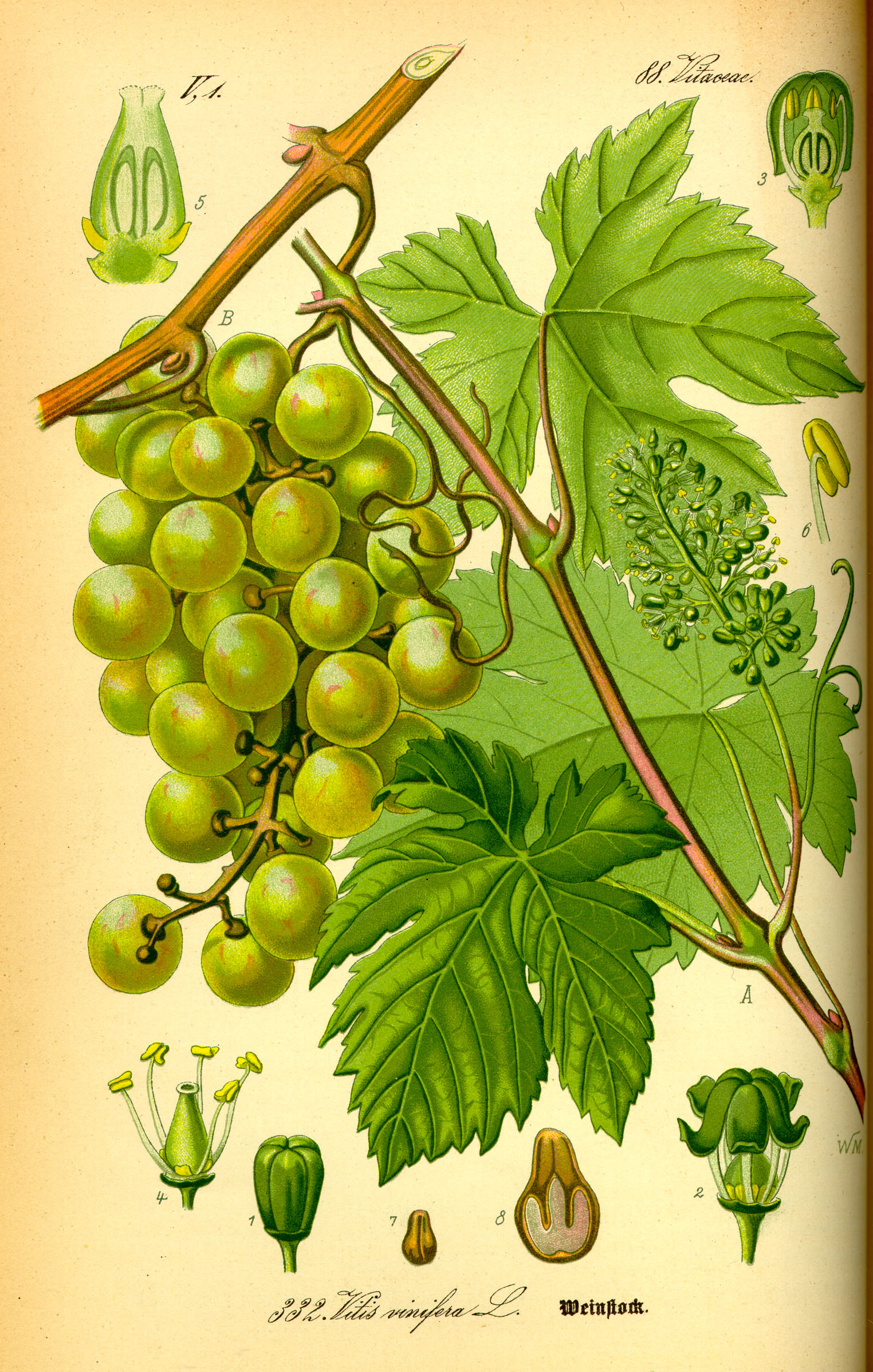
포도씨(7번과 8번)와 포도.

포도씨유는 또한 0.8~ 1.5%의 페놀(토코페롤) 및 스테로이드(캄페스테롤, 베타시토스테롤, 스티그마테롤)을 함유하고 있다. 또한 소량의 비타민E을 함유하고 있는데, 해바라기유나, 면실유, 미강유는 더 많이 함유하고있다. 포도씨유는 불포화지방이 높고, 포화지방은 적다.

## 속성
| 유형                                              | 가공 처리 | 포화 지방산 | 단일불포화 지방산 | 단일불포화 지방산 | 고도불포화 지방산 | 고도불포화 지방산 | 고도불포화 지방산 | 고도불포화 지방산 | 발연점          |
| 유형                                              | 가공 처리 | 포화 지방산 | 전체              | 올레 산 (ω-9)     | 전체              | α-리놀렌 산 (ω-3) | 리놀레 산 (ω-6)   | ω-6:3 비율        | 발연점          |
| ------------------------------------------------- | --------- | ----------- | ----------------- | ----------------- | ----------------- | ----------------- | ----------------- | ----------------- | --------------- |
| 아몬드                                            |           |             |                   |                   |                   |                   |                   |                   |                 |
| 아보카도                                          |           | 11.6        | 70.6              | 52-66             | 13.5              | 1                 | 12.5              | 12.5:1            | 250 °C (482 °F) |
| 브라질너트                                        |           | 24.8        | 32.7              | 31.3              | 42.0              | 0.1               | 41.9              | 419:1             | 208 °C (406 °F) |
| 카놀라                                            |           | 7.4         | 63.3              | 61.8              | 28.1              | 9.1               | 18.6              | 2:1               | 238 °C (460 °F) |
| 캐슈나무                                          |           |             |                   |                   |                   |                   |                   |                   |                 |
| 치아씨                                            |           |             |                   |                   |                   |                   |                   |                   |                 |
| 카카오 버터 기름                                  |           |             |                   |                   |                   |                   |                   |                   |                 |
| 코코넛                                            |           | 82.5        | 6.3               | 6                 | 1.7               |                   |                   |                   | 175 °C (347 °F) |
| 옥수수                                            |           | 12.9        | 27.6              | 27.3              | 54.7              | 1                 | 58                | 58:1              | 232 °C (450 °F) |
| 면실                                              |           | 25.9        | 17.8              | 19                | 51.9              | 1                 | 54                | 54:1              | 216 °C (420 °F) |
| 아마씨                                            |           | 9.0         | 18.4              | 18                | 67.8              | 53                | 13                | 0.2:1             | 107 °C (225 °F) |
| 포도씨                                            |           | 10.5        | 14.3              | 14.3              | 74.7              | -                 | 74.7              | 매우 높음         | 216 °C (421 °F) |
| 삼씨                                              |           | 7.0         | 9.0               | 9.0               | 82.0              | 22.0              | 54.0              | 2.5:1             | 166 °C (330 °F) |
| 우라드콩                                          |           |             |                   |                   |                   |                   |                   |                   |                 |
| 겨자기름                                          |           |             |                   |                   |                   |                   |                   |                   |                 |
| 올리브                                            |           | 13.8        | 73.0              | 71.3              | 10.5              | 0.7               | 9.8               | 14:1              | 193 °C (380 °F) |
| 팜                                                |           | 49.3        | 37.0              | 40                | 9.3               | 0.2               | 9.1               | 45.5:1            | 235 °C (455 °F) |
| 땅콩                                              |           | 20.3        | 48.1              | 46.5              | 31.5              | 0                 | 31.4              | 매우 높음         | 232 °C (450 °F) |
| 피칸 기름                                         |           |             |                   |                   |                   |                   |                   |                   |                 |
| 들기름                                            |           |             |                   |                   |                   |                   |                   |                   |                 |
| 겨기름                                            |           |             |                   |                   |                   |                   |                   |                   |                 |
| 잇꽃                                              |           | 7.5         | 75.2              | 75.2              | 12.8              | 0                 | 12.8              | 매우 높음         | 212 °C (414 °F) |
| 참깨                                              | ?         | 14.2        | 39.7              | 39.3              | 41.7              | 0.3               | 41.3              | 138:1             |                 |
| 콩                                                | 부분 경화 | 14.9        | 43.0              | 42.5              | 37.6              | 2.6               | 34.9              | 13.4:1            |                 |
| 콩                                                |           | 15.6        | 22.8              | 22.6              | 57.7              | 7                 | 51                | 7.3:1             | 238 °C (460 °F) |
| 호두기름                                          |           |             |                   |                   |                   |                   |                   |                   |                 |
| 해바라기씨 (표준)                                 |           | 10.3        | 19.5              | 19.5              | 65.7              | 0                 | 65.7              | 매우 높음         | 227 °C (440 °F) |
| 해바라기씨 (< 60% linoleic)                       |           | 10.1        | 45.4              | 45.3              | 40.1              | 0.2               | 39.8              | 199:1             |                 |
| 해바라기씨 (> 70% oleic)                          |           | 9.9         | 83.7              | 82.6              | 3.8               | 0.2               | 3.6               | 18:1              | 232 °C (450 °F) |
| 면실                                              | 경화      | 93.6        | 1.5               |                   | 0.6               | 0.2               | 0.3               | 1.5:1             |                 |
| 팜                                                | 경화      | 88.2        | 5.7               |                   | 0                 |                   |                   |                   |                 |
| 영양 수치는 총 지방 무게 당 백분율(%)로 표현된다. |           |             |                   |                   |                   |                   |                   |                   |                 |

## 같이 보기
- 식용유
- 올리브유
- 카놀라유
- 옥수수기름
- 불포화 지방산